# Marek Repkovič
P. Marek Anton Repkovič, OFM, psán také Marcus Repkovics, (1694? Častá, okres Pezinok – 6. ledna 1758 Nitra) byl slovenský hudební skladatel, pedagog, člen řádu františkánů.

## Život
Po absolvování rétoriky se připojil k františkánskému řádu a v roce 1714 se stal novicem v klášteře sv. Kateřiny Alexandrijské. Dostal řeholní jméno Marek. 8. dubna 1719 byl v Trnavě vysvěcen na kněze.
Následující dva roky byl v Trnavě magistrem noviců, později vikářem a posléze kvardiánem. Působil jako regenschori a učitel zpěvu nejen v Trnavě, ale i v několika dalších klášterech.
Stal se vůdčí osobností církevní hudby na Slovensku v první polovině 18. století. Z jeho korespondence je znám i jeho vlastenecký postoj.

## Dílo
Jeho starší díla jsou poměrně jednoduchá. Po roce 1730 je však pro jeho skladby charakteristická rozvinutá figurální struktura a náročná koloratura. Z jeho díla se dochovalo:
- Litaniae de S. Francisco
- Simphonia Coelestis sive Liber sacrorum (Nebeská symfonie aneb Kniha posvátných) – sborník jednohlasých mší na svátky světců a dalších církevních skladeb
- Hymni religiosi (sborník árií a písní obsahující i skladby jiných autorů)
- Sborník latinských písní